# Coppa del Re 1913
La Copa del Rey 1913 si disputò in due distinti tornei, ciascuno assegnante una Coppa del Re rivale dell'altra.
A causa di disaccordi tra i club iberici, si svolsero infatti due edizioni parallele di questa competizione: una organizzata dalla Federazione di calcio di Madrid, e una organizzata dall'Unione spagnola di calcio di Barcellona, associazione scismatica fondata dai club della Catalogna. Entrambe furono poi riconosciute come ufficiali dalla RFEF, che fu rifondata nell'autunno successivo proprio per sanare i dissidi.

## Coppa UEFC
La coppa dell'UEFC ebbe inizio il 16 marzo e si concluse il 23 marzo 1913 con la vittoria del Barcellona. La formula del torneo prevedeva scontri ad eliminazione diretta. Prima dell'inizio del torneo, un turno preliminare basco vide l'estromissione dell'Irun SC, mentre il Pontevedra CF si ritirò dalla manifestazione.
Il riconoscimento a posteriori di questo torneo fu una della clausole di riunificazione della Federazione.

### Finale
| Arbitro: | Manuel Prast |

|                  |           |                      |
| Forns Apolinario | Marcatori | Arrillaga 89’ Artola |

#### Ripetizione
| Barcellona 17 marzo 1913 | Barcellona | 0 – 0 | Real Sociedad | Camp de la Indústria |

#### Nuova ripetizione
| Arbitro: | Angosto |

|                   |           |        |
| Berdié Apolinario | Marcatori | Rezola |

## Coppa FEF
La coppa ufficiale della FEF ebbe inizio il 16 marzo e si concluse il 23 marzo 1913 con la vittoria del Racing de Irun. La formula del torneo prevedeva scontri ad eliminazione diretta tra le rappresentanti di Castiglia, Catalogna, Paesi Baschi con Navarra, e Galizia.

### Turno eliminatorio
|         | Risultato |               |
| ------- | --------- | ------------- |
| Espanya | 1 - 0     | Vigo Sporting |

### Semifinali
|                 | Risultato |           |
| --------------- | --------- | --------- |
| Athletic Bilbao | 3 - 0     | Madrid CF |
| Rácing de Irún  | 1 - 0     | Espanya   |

### Finale
| Arbitro: | Rodríguez |

|                  |           |                      |
| Patricio Retegui | Marcatori | Pichichi Belauste II |

### Ripetizione
| Arbitro: | Manuel Prast |

|         |           |  |
| Retegui | Marcatori |  |